# Episodi di Doraemon (serie animata 1979) (undicesima stagione)
Questa è la lista degli episodi della undicesima stagione dell'anime 1979 di Doraemon.

## Episodi
| Nº Ja | Nº It | Titolo italiano Giapponese 「Kanji」 - Rōmaji | In onda           | In onda           |
| Nº Ja | Nº It | Titolo italiano Giapponese 「Kanji」 - Rōmaji | Giapponese        | Italiano          |
| 990   | 519   | Il crea set 「セットメーカー」 - Setto mēkā | 13 gennaio 1989   | 6 settembre 2006  |
| 990   | 519   | Nobita promette a Shizuka che la porterà in un castello delle favole situato in Europa e chiede a Doraemon di dargli una mano, ma il desiderio non è realizzabile. Poco dopo Nobita scopre che, da lì a breve, il maestro arriverà a casa e convince Doraemon a dargli una mano a fermarlo: quest'ultimo decide di usare un chiusky per costruire una riproduzione della casa sotto forma di set cinematografico, riuscendo a ingannare l'uomo. Nobita decide poi di costruire un castello su una collina per poi invitare Shizuka. Qui una serie di avvenimenti rischiano di far scoprire la verità a Shizuka e Nobita tratta Doraemon come se fosse un servitore. Poco dopo Doraemon e Tamako si ritrovano sul set della casa, dove c'è il maestro: Nobita arriva sul posto e viene sgridato dalla madre e dall'insegnante. |                   |                   |
| 991   | 523   | Antenne radiocomando 「ラジコンアンテナ」 - Rajikonantena | 20 gennaio 1989   | 8 settembre 2006  |
| 991   | 523   | Suneo invita Shizuka e Gian al lago, per provare la barca radiocomandata costruita da Sunekichi, escludendo Nobita. Per consolare l'amico, Doraemon gli presta le antenne radiocomando, capaci di rendere radiocomandata qualunque cosa che non lo è. Nobita cerca di radiocomandare alcuni veicoli, ma ogni volta si verificano dei problemi. Infine Nobita e Doraemon arrivano al lago dove ci sono i loro amici e recuperano la barca di Suneo, finita in mezzo allo specchio d'acqua. |                   |                   |
| 992   | 521   | I fagioli del teletrasporto 「鬼は外ビーンズ」 - Oni ha soto bīnzu | 27 gennaio 1989   | 7 settembre 2006  |
| 992   | 521   | Suneo è disperato perché Gian si recherà a casa sua a cantare. Nobita chiede quindi aiuto a Doraemon, che poco dopo viene spaventato da un topo; il robot lo manda via con i fagioli del teletrasporto, capaci di teletrasportare fuori tutto quello che si trova dentro. Poco dopo Doraemon e Nobita si recano da Suneo e, con il consenso di quest'ultimo, lanciano ripetutamente i fagioli addosso a Gian mentre canta, spedendo ogni volta il ragazzo fuori dalla casa di Suneo. Presto però Gian apprende del trucco e si mette a inseguire Suneo, Nobita e Doraemon; quest'ultimo lancia i fagioli contro il bullo, che di conseguenza si ritrova nudo. |                   |                   |
| 993   | 525   | Il mostra sogni 「タイムドリーマー」 - Taimudorīmā | 3 febbraio 1989   | 11 settembre 2006 |
| 993   | 525   | Nobita sogna di essere un supereroe, capace di sconfiggere Gian davanti a Shizuka a Suneo, ma viene svegliato da Doraemon. Grazie al mostra sogni, capace di far vivere i sogni fatti in passato, Nobita effettua lo stesso sogno di prima, mentre Doraemon lo osserva con degli speciali occhiali. Dopo aver sconfitto Gian, Nobita si mette a volare con Shizuka e viene acclamato come un eroe dagli altri bambini. Quando si sveglia, Nobita convince Doraemon a trasformare in realtà il suo sogno. A differenza delle previsioni, è Nobita a essere sconfitto da Gian. |                   |                   |
| 994   | 527   | La barca da giardino 「陸上ボート」 - Rikujou bōto | 10 febbraio 1989  | 12 settembre 2006 |
| 994   | 527   | Suneo si vanta di essere andato in barca a remi al lago e promette che la prossima volta che ci andrà porterà anche Shizuka. Anche Nobita vorrebbe poter fare altrettanto e Doraemon tira fuori la barca da giardino, che anziché sull'acqua viaggia sulla terra. Remare però è difficoltoso per Nobita, che convince Doraemon a dargli una barca da giardino a motore. I due però vengono visti da Gian e Suneo, che si appropriano del motoscafo. Doraemon allora tira fuori il sottomarino da giardino e, insieme a Nobita, lo usa per seguire i due bulli. Riescono a sconfiggerli facendo sì che uno squalo-siluro divori la barca e insegua Gian e Suneo. |                   |                   |
| 995   | 529   | La valigetta cartocomics 「アニメばこ」 - Anime ba ko | 17 febbraio 1989  | 13 settembre 2006 |
| 995   | 529   | Nobita, Gian e Shizuka parlano del manga Super koala, quando arriva Suneo, che informa che una versione a cartoni animati del fumetto sta per uscire in VHS e lui ne ha una copia in anteprima; temendo di essere escluso nella visione Nobita se ne va ed effettivamente Suneo non lo invita, a differenza di Gian e Shizuka. Grazie alla valigetta cartocomics – che, inserendo un fumetto, fa vedere l'anime tratto da esso – Nobita e Doraemon guardano il cartone. Dopo essere andati da Shizuka, i due amici vengono fermati da Gian e Suneo, che manipolano Nobita affinché presti loro la valigetta. Gian però inserisce nel chiusky il diario segreto di Suneo, in cui lui parla male dell'amico, facendolo infuriare. |                   |                   |
| 996   | 531   | La pistola amplificante 「望遠メガフォン」 - Bouen mega fon | 24 febbraio 1989  | 14 settembre 2006 |
| 996   | 531   | Gian va a giocare a baseball con Suneo; i due rompono una finestra della casa del signor Kaminari, per poi scaricare la colpa su Nobita. Mentre il signor Kaminari vuole riferire a Tamako la presunta colpa del ragazzo, quest'ultimo racconta l'accaduto a Doraemon, che decide di dare ai due una lezione usando la pistola amplificante: inquadrando nel mirino una persona e dicendo qualcosa, essa sentirà quanto detto. Nobita e Doraemon usano il chiusky per evitare che Tamako e il signor Kaminari si incontrino, e per vendicarsi di Gian e Suneo, facendo anche sì che i due raccontino la verità all'anziano uomo. |                   |                   |
| 997   | 533   | L'aeroporto attiratutto 「なんでも空港」 - Nan demo kuukou | 3 marzo 1989      | 15 settembre 2006 |
| 997   | 533   | Mentre Gian gioca con un aereo radiocomandato, lo pilota contro Nobita, che torna a casa deluso. Per consolarlo, Doraemon lo coinvolge nella costruzione di aeroplani di carta: i due salgono sul tetto e li lanciano in strada, venendo per questo sgridati dal maestro. Doraemon allora costruisce un aeroporto in giardino, capace di far atterrare su di esso qualunque cosa voli nelle vicinanze. Dopo aver usato il chiusky per far atterrare il canarino di Shizuka, salito su un albero, lei, Nobita e Doraemon vengono raggiunti da Gian e Suneo, che chiedono in prestito l'aeroporto inizialmente per giocarci, ma cercano di catturare insetti. Le cose però assumono una brutta piega quando un jumbo jet sta per atterrare sulla pista e i due scappano spaventati. |                   |                   |
| 998   | 535   | I copridita bestiali 「どうぶつ指キャップ」 - Dou butsu yubi kyappu | 10 marzo 1989     | 18 settembre 2006 |
| 998   | 535   | Gian e Suneo raccontano a Nobita di un incontro di wrestling, per poi picchiare il ragazzo quando lui disprezza tale sport. Per aiutare Nobita, Doraemon tira fuori i copridita bestiali: infilandoli su un dito di assumeranno le caratteristiche di un determinato animale. Dopo aver infilato su un dito la proboscide, Nobita la usa per aspirare Gian e Suneo, per poi lanciarli in aria. Il chiusky viene però trovato da Gian; Nobita cerca di riprenderlo usando gli altri copridita: grazie a uno stratagemma riesce a far cadere in un fiume Gian e Suneo. Doraemon – arrivato sul posto – decide di aiutarli a uscire, in cambio del chiusky. |                   |                   |
| 999   | -     | 「ゴロアワセトウ」 - Goroawasetou – "Pioggia di caramelle" | 17 marzo 1989     | inedito           |
| 1000  | 537   | Il libro delle profezie 「ナゾの予言書」 - Nazo no yogen sho | 24 marzo 1989     | 19 settembre 2006 |
| 1000  | 537   | Nobita legge agli amici un libro di Doraemon con una serie di frasi deliranti. Suneo poco dopo informa l'amico che il libro somiglia a Le Profezie di Nostradamus e sospetta che possa contenere profezie: infatti sull'ultima pagina di esso vi è scritto "i cieli cupi fanno adirare la donna, in questo giorno la sfera cesserà di esistere, quanta tristezza". Per via delle successive pagine vuote, i due amici interpretano che quel giorno sarà la fine del mondo, così avvertono gli altri ragazzi. Quando Doraemon torna a casa spiega a Nobita che quello che ha letto è un diario cifrato, non un libro di profezie, che quella frase si riferisce al fatto che quel giorno Nobita aveva preso un brutto voto e che la torta era finita. |                   |                   |
| 1001  | 539   | La macchina parlascrivi 「ききがきタイプライター」 - Kiki ga ki taipuraitā | 31 marzo 1989     | 20 settembre 2006 |
| 1001  | 539   | Nobita deve scrivere una lettera di ringraziamento allo zio, per una sveglia ricevuta in regalo. Siccome Nobita non è bravo a scrivere lettere, Doraemon gli dà la macchina parlascrivi: parlando al microfono il chiusky scriverà in automatico quanto detto su un foglio in una tavoletta. Anche qui ogni tentativo fallisce e Nobita decide di andare a far vedere il chiusky a Shizuka; lungo la strada perde il microfono, che viene trovato da Gian e Suneo, dopodiché passa attraverso una serie di persone, fino a raggiungere Tamako. Quest'ultima, parlando al microfono, afferma che metterà il figlio in castigo, lasciando nella disperazione il ragazzo. |                   |                   |
| 1002  | 541   | Il realetivù 「超巨大立体テレビ」 - Chou kyodai rittai terebi | 14 aprile 1989    | 21 settembre 2006 |
| 1002  | 541   | Suneo si vanta con gli amici della sua televisione a 48 pollici, suscitando l'invidia di Gian. Arrivato a casa, Nobita vede Doraemon usare il realetivù, ossia un televisore tridimensionale del XXII secolo. Nobita telefona a Shizuka per invitarla a casa, disprezzando la TV di Suneo, ma per errore chiama Gian. I due bulli vanno a casa di Nobita per vendicarsi, tuttavia decidono di non picchiarlo se lui presterà loro il chiusky; Nobita accetta e, per farsi perdonare da Doraemon, decide di cedergli la merenda. Intanto Suneo e Gian entrano dentro lo schermo, trovandosi nella savana, ma la madre di quest'ultimo spegne il televisore, lasciando intrappolati i due ragazzi in quel posto. Poco dopo Nobita e Doraemon accendono la TV, scoprendo dove sono Gian e Suneo. |                   |                   |
| 1003  | 543   | La miniaturopedia 「実物ミニチュア大百科」 - Jitsubutsu minichua dai hyakka | 21 aprile 1989    | 22 settembre 2006 |
| 1003  | 543   | Nobita vuole sapere cos'è un'eclissi e lo chiede al padre, ma presto quest'ultimo si spazientisce delle domande del figlio e gli dice di cercare sull'enciclopedia. Doraemon decide di spiegarglielo usando la miniaturopedia – un'enciclopedia animata capace di generare quello che si chiede, seppur in miniatura – chiarendogli i dubbi. Dopo aver aiutato Tamako e Doraemon col chiusky, Nobita usa la miniaturopedia per generare quello che desidera, dopodiché se ne vanta con Gian e Suneo, i quali gli rubano il chiusky. I due bulli, però, generano un fuoco che incendia la camera di Gian; per fortuna Doraemon riesce a spegnerlo in tempo. |                   |                   |
| 1004  | 545   | Il cappello della confessione 「ザンゲボウ」 - Zange bou | 28 aprile 1989    | 25 settembre 2006 |
| 1004  | 545   | Gian e Suneo lanciano una palla contro la finestra della casa di una donna, per poi dar la colpa a Nobita. Per aiutare quest'ultimo, Doraemon tira fuori il cappello della confessione: se messo in testa a qualcuno che ha commesso qualcosa, se non confesserà la verità entro 10 secondi, riceverà un'ondata d'acqua. Nobita e Doraemon usano il chiusky per far confessare Suneo e, con alcune difficoltà, anche Gian. Tornato a casa Nobita viene incaricato di innaffiare il giardino, ma non ne ha voglia; decide quindi di irrigarlo con l'acqua che spruzza il cappello. |                   |                   |
| 1005  | 547   | L'aumentante 「いいとこ選たくしボード」 - Ii toko sen takushi bōdo | 12 maggio 1989    | 26 settembre 2006 |
| 1005  | 547   | Nobita è frustrato perché Dekisugi è molto più bello e bravo di lui; convince Doraemon a dargli l'aumentante, capace di aumentare forza fisica, bellezza e quoziente intellettivo, ma solo una caratteristica per volta. Dopo aver aumentato l'intelligenza per fare i compiti, il ragazzo aumenta la bellezza fisica. Così facendo però Jaiko si innamora di Nobita, che la respinge, facendola arrabbiare. Inoltre il ragazzo perde il quaderno; Jaiko lo raccoglie e lo porta a Gian, a cui riferisce l'accaduto. Mentre Nobita cerca il quaderno, viene accerchiato da Gian, Suneo, Haruo e Yasuo, i quali vogliono picchiarlo. Per avere la meglio Nobita porta al massimo la forza fisica; tuttavia nella rissa subisce un'amnesia. |                   |                   |
| 1006  | 549   | Lo spray scaglia cose 「自動ぶんなぐりガス」 - Jidōbun'nagurigasu | 19 maggio 1989    | 27 settembre 2006 |
| 1006  | 549   | Nobita vorrebbe farsi rispettare da Gian e convince Doraemon a farsi dare un chiusky per vendicarsi. Doraemon gli dà i guanti vincenti, che permettono a chi li indossa di vincere a boxe: così accade ma Gian scopre il trucco e, più tardi, picchia violentemente Nobita. Quest'ultimo si vendica ancora usando uno spray che attira su un palo Gian pronunciandone il nome, cosa che poco dopo fa anche con Suneo, un cane e un'automobile. Il tutto gli si ritorce quando Shizuka pronuncia il nome di Nobita, facendolo sbattere contro il palo. |                   |                   |
| 1007  | 551   | Emittenti miniatura 「ミニ・テレビ局」 - Mini・terebikyoku | 26 maggio 1989    | 28 settembre 2006 |
| 1007  | 551   | Nobita e Doraemon decidono di inserire dei nuovi canali televisivi grazie alle emittenti miniatura, che fanno comparire in TV quello che viene ripreso dal chiusky. Dopo averne messa una in testa a un cane, a un gatto e a un uccellino, Nobita e Doraemon si divertono e apprendono che Suneo andrà al cinema a vedere un film. Il ragazzo decide di mettere un'emittente sulla testa dell'amico per poter vedere il film a casa sua insieme a Shizuka e Gian. Il tutto si ritorce contro Nobita quando il maestro lo rimprovera per il suo scarso rendimento scolastico e Tamako dalla TV osserva la scena, infuriandosi. |                   |                   |
| 1008  | 553   | Il peso blocca ombre e il clona ombre 「影ぶんちんと影実体化液」 - Kage bun chin to kage jittai ka eki | 2 giugno 1989     | 29 settembre 2006 |
| 1008  | 553   | Nobita vorrebbe avere un monoplano telecomandato, come quello di Suneo; grazie al peso blocca ombre e il clona ombre Doraemon riesce a creare una copia dell'aereo e del radiocomando, seppur sotto forma di ombre di colore nero. Gian intanto scopre del nuovo giocattolo di Suneo e si appropria del telecomando, mettendosi a inseguire il monoplano di Nobita, finché il bullo rompe una finestra. Nobita e Doraemon scoprono l'accaduto e decidono di usare il chiusky su Suneo, per permettergli di avere indietro l'aereo. Suneo chiede poi in prestito il chiusky per creare una copia dell'ombra di Gian e picchiarla, per vendicarsi. A causa di un errore picchia il vero Gian, che, furibondo, si mette a inseguire l'amico per fargliela pagare. |                   |                   |
| 1009  | 555   | L'inclinosalite 「らくらく登山帽」 - Rakuraku tozan bou | 9 giugno 1989     | 2 ottobre 2006    |
| 1009  | 555   | Stanno per iniziare le vacanze estive: Suneo vuole portare Gian in montagna, ma esclude Nobita per il fatto che fa fatica a reggere le camminate. Doraemon quindi fa indossare all'amico l'inclinosalite, ossia un cappello da alpinista con una penna che, più o meno inclinata, modifica in proporzione la ripidità dei pendii per chi porta il copricapo. Gian e Suneo, però, scoprono il trucco e si mettono a inseguire Nobita, per prendergli il cappello, riuscendovi quando una ventata fa volare via il copricapo dalla testa del ragazzo. Tuttavia i due bulli, cercando di capire come inclinare la penna, cadono diverse volte, così decidono di restituire il cappello a Nobita e Doraemon. |                   |                   |
| 1010  | 557   | Il tempio dei desideri 「断ち物願かけ神社」 - Tachimono gankake jinja | 16 giugno 1989    | 3 ottobre 2006    |
| 1010  | 557   | Dopo un'ennesima angheria da parte di Gian e Suneo, Nobita vorrebbe vendicarsi. Chiede aiuto a Doraemon che, inizialmente riluttante, tira fuori il tempio dei desideri, capace di soddisfare un desiderio in cambio di un fioretto. Il ragazzo decide vendicarsi di Gian e Suneo prima astenendosi dal mangiare pesce poi privando Nobisuke del fumo, ma in entrambi i casi il desiderio non si avvera. A casa Tamako mette nel tempio una serie di bigliettini scritti da Nobita: quest'ultimo riesce a stendere a terra i due bulli, ma si ritrova costretto a rinunciare a numerose cose, tra cui l'aranciata, i fumetti e Shizuka. |                   |                   |
| 1011  | 559   | Lo scatolo 「標本さいしゅう箱」 - Hyouhon sa ishuu bako | 23 giugno 1989    | 4 ottobre 2006    |
| 1011  | 559   | Nobita, Shizuka, Gian e Suneo decidono di sfidarsi a chi, in una settimana, farà la collezione più bella. Al momento fatidico, Nobita viene deriso dagli amici per aver raccolto le conchiglie dei molluschi nella zuppa di pesce e, volendo meravigliarli, chiede disperatamente aiuto a Doraemon. Quest'ultimo, nonostante creda che il valore di una collezione stia nel lavoro di ricerca, decide di far vedere al ragazzo lo scatolo, che permette di copiare delle foto in una tavoletta, finché non si preme l'interruttore, liberando le creature raffigurate dalle immagini; Doraemon non vuole darglielo, ma Nobita se ne appropria con l'inganno. Poco dopo il ragazzo incontra Gian, che capisce come funziona il chiusky e se ne appropria, ma poi Doraemon riesce a intrappolare nello scatolo il bullo, che diventa una statua. Suneo prende a botte Gian, ma poi preme l'interruttore, facendo tornare come prima il ragazzo, che insegue Suneo, Nobita e Doraemon.                                                           |                   |                   |
| 1012  | 561   | Sparamelle pubblicitarie 「ＣＭキャンデー発射機」 - CM kyandē hassha ki | 30 giugno 1989    | 5 ottobre 2006    |
| 1012  | 561   | Gian obbliga Nobita a comprare un manga di Jaiko, e il ragazzo deve rinunciare all'acquisto di un'automobilina telecomandata. Dopo numerose insistenze di Nobita, Doraemon tira fuori delle caramelle che mescolano alle parole di una persona il prodotto da sponsorizzare e convincono l'ascoltatore ad acquistare il prodotto in questione; grazie a ciò il ragazzo riesce a ottenere quello che desidera. Più tardi Gian supplica Doraemon e Nobita di aiutarlo a vendere i fumetti di Jaiko, per evitare che lei si deprima: i due amici usano le caramelle per convincere la gente ad acquistare il manga. Il piano ha successo, finché un collezionista rivela a Nobita e Doraemon che i fumetti acquisteranno valore: i due amici fuggono per evitare di vendere le ultime preziose copie. |                   |                   |
| 1013  | 563   | La sosia creatute 「フリーサイズぬいぐるみカメラ」 - Furī saizu nuigurumi kamera | 7 luglio 1989     | 6 ottobre 2006    |
| 1013  | 563   | Shizuka invita Dekisugi e Nobita ad andare a casa sua a mangiare i biscotti; quest'ultimo però deve strappare le erbacce e, temendo di arrivare in ritardo dall'amica, convince Doraemon a prestargli la sosia creatute, capace di generare dei costumi uguali ai corpi altrui. Indossando la tuta di Shizuka, Nobita cerca di far ritardare Dekisugi, dopodiché inganna Doraemon facendolo lavorare in giardino al posto suo. Il robot decide però di vendicarsi travestendosi da Tamako, per obbligare il ragazzo a strappare le erbacce, mentre Suneo, indossando la tuta di Nobita, impersona quest'ultimo, mangiandosi i biscotti di Shizuka al posto dell'amico. |                   |                   |
| 1014  | 565   | L'anticamera dei sogni 「夢ホール」 - Yume hōru | 14 luglio 1989    | 9 ottobre 2006    |
| 1014  | 565   | Al parco abbandonato, Nobita si addormenta e sogna di trovare 10000 ¥ per terra. Tornato a casa scopre che Doraemon possiede un chiusky capace di tramutare quello che si sogna in realtà. Il ragazzo decide di usarlo per poter racimolare dei soldi, ma – una volta addormentatosi – riesce a racimolare solo 1 ¥. Doraemon allora convince Nobita a sognare un milione di Yen: il ragazzo lo fa e, nella realtà, appare una banconota gigante di tale importo, siccome il robot gli aveva detto di "sognare in grande". |                   |                   |
| 1015  | 567   | L'importanza del risparmio 「人間貯金箱製造機」 - Ningen chokin bako seizou ki | 21 luglio 1989    | 10 ottobre 2006   |
| 1015  | 567   | Nobita vorrebbe comprare un videogioco e cerca le sue casse di risparmio, contenenti i soldi messi da parte. Lui e Doraemon pensano a quando Nobita, a causa della ridotta forza di volontà, spendeva tutto il denaro quando lo riceveva senza metterne da parte. Il robot decise di mostrare all'amico delle casse di risparmio del futuro – una a incastro, una a ipnosi e un salvadanaio a forma di cane – apribili all'occorrenza da Doraemon. Nel presente quest'ultimo decide di aprire le casse, ma sono vuote, siccome Nobita è riuscito a farlo di nascosto e ha speso tutti i soldi. Doraemon decide di concedere all'amico un'altra possibilità: tornati indietro nel tempo aprono le casse, trasformano Tamako in una banca, depositandovi il denaro e associandovi 4444 come codice di apertura. Anche questo piano però non va come sperato: dieci giorni dopo il deposito la madre di Nobita pronunciò casualmente tale numero e ottenne i soldi del figlio.                                                                   |                   |                   |
| 1016  | 569   | Conchiglie di emergenza 「そうなる貝セット」 - Sou naru kai setto | 28 luglio 1989    | 11 ottobre 2006   |
| 1016  | 569   | Il maestro di Nobita assegna alla classe parecchi compiti: quest'ultimo è determinato a svolgerli e propone di farli con Shizuka, ma Gian e Suneo dicono ad alta voce che Nobita farà fare tutto alla ragazza, facendolo tornare a casa arrabbiato. Doraemon decide di premiarlo per la sua buona volontà con le conchiglie di emergenza per ogni evenienza, indossando una conchiglia si assumerà una determinata caratteristica. Grazie alla conchiglia fammi venire voglia Nobita svolge tutti i compiti in fretta, dopodiché decide di andare da Shizuka per prestarle la conchiglia. Lungo la strada però incontra Gian, che gli ruba il chiusky; grazie ad altre conchiglie Doraemon si fa restituire il chiusky rubato, fa rompere a Gian il vetro del signor Kaminari e fa sì che quest'ultimo riferisca l'accaduto al maestro. Nobita dà la conchiglia a Shizuka, ma Gian e Suneo scoprono quanto accaduto e se la prendono con lui. Il ragazzo allora lancia ai due le conchiglie della ginnastica, per farli sfidare in una corsa. |                   |                   |
| 1017  | 571   | Una sveglia speciale 「セルフアラーム」 - Serufuarāmu | 4 agosto 1989     | 12 ottobre 2006   |
| 1017  | 571   | Dopo la scuola Nobita ha sonno: Shizuka invita il ragazzo ad andare a casa sua alle ore 16: lui accetta non ricordandosi di avere quel pomeriggio un allenamento di baseball. A casa Nobita è ancora stanco e convince Doraemon ad aiutarlo con la sveglia pillole, che permette di svegliarsi in orario. Poco dopo Nobita esce di casa ed è costretto a partecipare all'allenamento, ma a un certo punto la sveglia suona – facendo parlare con la voce di Shizuka il ragazzo – e quest'ultimo si reca dall'amica. Lungo la strada incontra Tamako, che lo obbliga a tornare a casa entro le 16:20 per spegnere un fornello. Dopo aver usato ancora il chiusky, Nobita raggiunge la casa di Shizuka, in cui vi è Dekisugi e a cui si aggiungono anche Gian e Suneo. Poco dopo arrivano le 16:20 e la sveglia suona facendo scoreggiare ripetutamente Nobita davanti agli amici: il ragazzo è così costretto a correre a casa. |                   |                   |
| 1018  | 573   | La mini mongolfiera 「ドラミ型ミニ熱気球」 - Dorami gata mini netsu kikyuu | 18 agosto 1989    | 13 ottobre 2006   |
| 1018  | 573   | Mentre si annoia, Nobita vede un dirigibile in miniatura che entra in casa, spaventandosi e venendo schernito da Suneo e Gian, il quale manovrava il mezzo. Anche Nobita lo vorrebbe e manipola Doraemon affinché lo accontenti: poco dopo Dorami arriva a casa e dà al ragazzo una mini mongolfiera a sua somiglianza, la quale vola con un bastoncino di incenso, si manovra con il generatore di corrente d'aria e si fa atterrare con l'anello di atterraggio. Poco dopo Shizuka dice a Nobita di aver dimenticato a casa sua una spilla e il ragazzo ha l'idea di riportagliela con la mini mongolfiera, che viene abbattuta da Gian e Suneo. Nobita e Doraemon però riescono ad avere la meglio e a riportare la spilla da Shizuka con la mongolfiera. |                   |                   |
| 1019  | 575   | La teca radunante 「おとりケース」 - Otori kēsu | 25 agosto 1989    | 16 ottobre 2006   |
| 1019  | 575   | Nobita vorrebbe un carro armato radiocomandato, come quello di Suneo, ma non può permettersi di acquistarlo. Decide perciò di fabbricarlo con della carta, insieme ad altri veicoli, per poi farli muovere con dei cervi volanti catturati con l'aiuto di Doraemon, Dekisugi e Shizuka. I quattro amici decidono poi di fare una gara con i modellini, ma Gian e Suneo, con il carro armato di quest'ultimo, distruggono i veicoli degli amici, tranne quello di Nobita. Doraemon allora ingrandisce il carro armato di carta con la torcia di ingrandimento: i due bulli iniziano a romperlo saltandovi sopra e prendendolo a calci, ma scappano terrorizzati quando dalla carta esce il cervo volante ingrandito. I quattro decidono allora di fare un'altra gara ingigantendo i veicoli, per poi liberare i cervi volanti. |                   |                   |
| 1020  | 577   | Il set da Sherlock Holmes 「ホームズ三点セット」 - Hōmuzu san ten setto | 1º settembre 1989 | 17 ottobre 2006   |
| 1020  | 577   | Nobita mette la chiave di apertura della cassetta dei suoi risparmi nel controsoffitto della sua cameretta e custodisce gelosamente il nascondiglio. Per varie circostanze però la madre e gli amici entrano in camera di Nobita, finché quest'ultimo, controllando nella cassetta, la trova vuota. Doraemon presta allora al ragazzo il set da Sherlock Holmes, capace di trovare il colpevole del furto grazie a un bastone e una pipa. Nobita usa il kit per indagare, ma entrambi gli oggetti indicano che il colpevole è il ragazzo stesso. Decide allora di tornare indietro nel tempo con la macchina del tempo insieme a Doraemon, per scovare personalmente il colpevole. Si scopre che in realtà Nobita, tornando indietro nel tempo, ha preso lui i soldi. |                   |                   |
| 1021  | 579   | Spray mani di riserva 「続きをよろしく」 - Tsuduki o yoroshiku | 8 settembre 1989  | 18 ottobre 2006   |
| 1021  | 579   | Nobita e Doraemon pescano, quando quest'ultimo si ricorda di avere un appuntamento con Dorami. Nell'andare però lascia incustodito uno spray che, se spruzzato su un arto, ne crea una copia che continua a fare quello che la persona sta facendo. Dopo aver usato il chiusky per evitare di fare i compiti, Nobita decide di utilizzarlo per aiutare le persone che hanno bisogno di aiuto. I problemi insorgono quando le copie create dal chiusky continuano a fare le azioni che stavano facendo: Nobita crea un'ulteriore duplicato di una sua mano per far spruzzare a tutte le copie uno spray che ne annulla l'effetto. |                   |                   |
| 1022  | 581   | Il confessoforo 「身がわりマイク」 - Mi gawari maiku | 15 settembre 1989 | 19 ottobre 2006   |
| 1022  | 581   | Gian racconta a Nobita e Doraemon che Jaiko ha avuto una cotta per un certo Moteo Mote e vorrebbe aiutare la sorella a dichiarare i sentimenti. Grazie al confessoforo, un microfono che permette di far ripetere alle altre persone quello che si sta dicendo, i tre fanno sì che Moteo e Jaiko si incontrino al parco. A causa di una serie di errori di Nobita, Jaiko scappa via in lacrime, facendo infuriare Gian. Nella fuga però la ragazzina perde l'album da disegno, che viene trovato da Moteo. Quest'ultimo lo riporta alla sua proprietaria e la invita a vedere i suoi disegni: vedendo la scena Gian si calma. |                   |                   |
| 1023  | 583   | Cimici 「無視虫」 - Mushi chuu | 22 settembre 1989 | 20 ottobre 2006   |
| 1023  | 583   | La madre di Gian assiste al figlio che fa il prepotente con Nobita. Più tardi il bullo spiega agli amici che, a causa della sua prepotenza, è stato picchiato da sua madre e accusa il protagonista di aver fatto la spia; sotto suggerimento di Suneo, Gian decide che nessuno dovrà rivolgere la parola a Nobita, altrimenti verrà picchiato. Doraemon decide di farla pagare a Gian e Suneo mettendo sui loro corpi delle speciali cimici che li pungeranno dolorosamente se parleranno con Nobita: quest'ultimo allora decide di entrare nelle case dei due, per poi infastidirli in vari modi. Dopo essere stati punti varie volte, Gian e Suneo supplicano Doraemon di togliere loro le cimici, ma lui e Nobita decidono di ignorare le loro richieste. |                   |                   |
| 1024  | 585   | Megafono ipnotizzatore 「さいみんメガフォン」 - Sai min mega fon | 29 settembre 1989 | 23 ottobre 2006   |
| 1024  | 585   | Le madri di Nobita e Suneo per il bene dei loro figli intendono buttare via i loro fumetti. Nobita e Doraemon decidono di usare il megafono ipnotizzatore – capace di far credere a un oggetto di avere un'altra funzione – per ostacolare Tamako in vari modi, dopodiché nascondono i fumetti in un tubo del parco abbandonato. Nobita poi aiuta Suneo a nascondere i suoi manga, finché quest'ultimo ha l'idea di tramutarli in cicogne con il megafono, cosa che poco dopo fa anche l'amico. I due però sono disperati perché non sanno più come far scendere a terra i fumetti, i quali hanno preso il volo. |                   |                   |
| 1025  | 587   | La siringa teletrasporto 「地図ちゅうしゃき」 - Chizu chuushi ki | 20 ottobre 1989   | 25 ottobre 2006   |
| 1025  | 587   | Nobita sta andando a scuola, ma realizza di aver dimenticato il quaderno a casa e telefona a Doraemon per aiutarlo: il gatto decide di teletrasportare il quaderno sul banco dell'amico usando la siringa teletrasporto. Quel pomeriggio Nobita convince Doraemon a prestargli il chiusky per aprire un'attività di consegne a domicilio. Gian tuttavia obbliga Nobita a consegnargli i fumetti di Suneo: quest'ultimo è così costretto a dare a Nobita i suoi fumetti. Il ragazzo effettua diversi tentativi di portare a termine la consegna, ma ogni volta sbaglia a programmare il chiusky e i manga arrivano nel posto sbagliato, finendo per teletrasportarli sotto il pavimento della casa di Gian. |                   |                   |
| 1026  | 589   | L'annulla tempo 「そのときどこにいた」 - Sono toki doko ni i ta | 27 ottobre 1989   | 27 ottobre 2006   |
| 1026  | 589   | Nobita provoca accidentalmente un disastro in soggiorno, così Doraemon decide di rimediare con l'annulla tempo, capace di far tornare uno o più oggetti nella posizione in cui erano in un determinato momento. I due amici usano il chiusky per aiutare Shizuka a cui è volato via il canarino, un bambino smarritosi e Nobisuke che ha perso degli importanti documenti di lavoro. |                   |                   |
| 1027  | 591   | La lavagna diventa chi vuoi 「なりきりプレート」 - Nari kiri purēto | 3 novembre 1989   | 31 ottobre 2006   |
| 1027  | 591   | La classe di Nobita farà una recita su Cenerentola: Nobita desidera fare il principe, mentre Shizuka la protagonista. Mentre si esercita a recitare, il ragazzo apprende che il suo ruolo è conteso anche da Gian e Suneo: convince Doraemon a prestargli la lavagna diventa chi vuoi, che trasforma chi la indossa nella persona o nel personaggio scritto sopra. Mentre usa il chiusky per calarsi nella parte, Nobita incontra Gian e Suneo, che si mettono a inseguire l'amico. Per sfuggire loro, Nobita usa la lavagna per trasformarsi nella madre di Gian e nell'uomo invisibile, dopodiché trasforma Gian in una ragazza, facendo desiderare al bullo il ruolo di Cenerentola. |                   |                   |
| 1028  | 593   | Il computer everywhere 「いつでもどこでもスケッチセット」 - Itsu demo doko demo sukecchi setto | 10 novembre 1989  | 2 novembre 2006   |
| 1028  | 593   | Il maestro di Nobita assegna alla classe il compito di fare un disegno di un qualunque soggetto. Al ragazzo viene l'idea di disegnare Shizuka e le chiede di fare da modella, insieme a Dekisugi. Lei accetta e i due maschi realizzano il ritratto dell'amica: mentre quello di Dekisugi è bellissimo, quello di Nobita è alquanto mostruoso. Temendo la reazione di Shizuka, Nobita torna a casa, dove sente Nobisuke e suo fratello litigare sulla posizione degli edifici della zona commerciale vicino alla stazione quando loro erano ragazzini. Usando il computer everywhere, che permette di realizzare disegni di luoghi di tutto il mondo come erano anni fa, Doraemon disegna il posto come era all'epoca, per poi dare il foglio ai due uomini. Approfittando di una distrazione di Doraemon, Nobita usa il chiusky per realizzare dei ritratti di Shizuka, tra cui uno in cui lei è nuda; mostra però per errore all'amica questo disegno, facendola arrabbiare.                                                                |                   |                   |
| 1029  | 595   | Il computer del tempo 「ジャイアンのディナーショー」 - Jaian no dinā shō | 17 novembre 1989  | 6 novembre 2006   |
| 1029  | 595   | Gian obbliga Nobita e Doraemon a vendere i biglietti di un suo concerto. Nessuno però vuole partecipare al concerto, tanto che l'unico che compra un biglietto è Dekisugi. Dopo aver cercato di fermare lo svolgimento del concerto, Nobita, Doraemon e Dekisugi si rassegnano ad ascoltarlo. In quel frangente Jaiko arriva sul posto e racconta ai tre che Gian è svenuto: il concerto è annullato e i tre sono felici. |                   |                   |
| 1030  | 597   | Il solleva casa 「高層マンション化エレベーター」 - Kousou manshon ka erebētā | 24 novembre 1989  | 8 novembre 2006   |
| 1030  | 597   | Noda invita Gian, Suneo e Nobita nel suo lussuoso appartamento al quindicesimo piano, facendo desiderare anche agli altri di vivere in alto. Grazie al solleva casa Doraemon alza di 30 piani l'abitazione, ma temono la reazione della madre qualora lo scopra e decidono di portare la casa all'altezza originale. Nobisuke torna a casa ubriaco e aziona per errore il chiusky, per poi rischiare di precipitare; per fortuna Doraemon addormenta Tamako e Nobisuke con uno speciale gas. A causa di un errore, Nobita fa precipitare a terra la casa, non prima di averla fatta roteare; di conseguenza, il giorno dopo, tutti escono scombussolati. |                   |                   |
| 1031  | 599   | La spada dimezzante 「半分こ刀」 - Hanbun ko gatana | 1º dicembre 1989  | 10 novembre 2006  |
| 1031  | 599   | Nobita e Doraemon vogliono vedere due programmi TV diversi e, per risolvere il problema, quest'ultimo usa la spada dimezzante per creare due copie del televisore, seppur di dimensioni ridotte. Poco dopo Nobita deve andare da Shizuka a fare i compiti; decide allora di usare la spada su sé stesso, per poter contemporaneamente guardare la TV e fare i compiti. Lungo la strada il ragazzo usa il chiusky su sé stesso altre due volte per poter giocare a baseball e aiutare un uomo a trovare le lenti a contatto. Infine i vari Nobita raggiungono la casa di Shizuka, dove si mettono a litigare per lo svolgimento dei compiti. |                   |                   |
| 1032  | 601   | La fotoclimatizzazione 「エアコンフォト」 - Eakon foto | 8 dicembre 1989   | 14 novembre 2006  |
| 1032  | 601   | Gian pretende che la squadra di baseball, per diventare più forte, si alleni senza la canottiera, malgrado faccia freddo. Per aiutare Nobita, Doraemon gli scatta una foto con la fotoclimatizzazione – che fa provare al ragazzo la stessa temperatura della sua immagine – dopodiché la avvolge in una coperta. Grazie al chiusky Nobita riesce ad allenarsi a torso nudo, ma più tardi la foto cade dalla coperta e finisce per strada sull'asfalto, facendo sentire freddo al ragazzo. Lui e Doraemon cercano la foto, riuscendo a recuperarla poco prima che venga bruciata. |                   |                   |
| 1033  | 603   | La caramella power 「強力ウルトラスーパーデラックスキャンデー」 - Kyouryoku urutorasūpāderakkusukyandē | 15 dicembre 1989  | 16 novembre 2006  |
| 1033  | 603   | Dopo essere stato picchiato da Suneo, Nobita vorrebbe vendicarsi e incontra Shizuka che fa da babysitter a suo cuginetto Kyochan. Tornato a casa mangia una caramella power, per diventare più forte e vendicarsi, ma il tentativo fallisce perché, essendo solo un campione, l'effetto dura 3 minuti. Nobita decide di ordinare altre caramelle e, nell'attesa, viene informata da Shizuka che Kyochan è fuggito di casa. Mentre i due sono alla ricerca del piccolo, la caramella arriva e viene mangiata da Kyochan, che diventa forzuto. Mentre Doraemon va a comprare l'antidoto, Nobita cerca di fermare Kyochan; ci riesce Shizuka cantandogli una ninna nanna. In quel momento arrivano Suneo e Gian, il quale si mette a cantare; Nobita gli tira un pugno, mettendolo KO e facendolo atterrare su Suneo. |                   |                   |
| 1034  | 605   | La nascita di Nobita 「のび太誕生」 - Nobita tanjou | 22 dicembre 1989  | 20 novembre 2006  |
| 1034  | 605   | Nobita è stufo del fatto che – per via del suo scarso rendimento scolastico e della sua pigrizia – Tamako e Nobisuke siano sempre duri con lui e arriva a credere di essere stato adottato. Il ragazzo e Doraemon tornano indietro nel tempo per scoprire la verità; dopo una serie di disavventure scoprono che Nobita non è stato adottato e che i genitori nel giorno della nascita avevano un sacco di aspettative verso di lui. Sentendo di aver deluso i genitori, tornato nel presente, il ragazzo si mette a studiare seriamente. |                   |                   |

## Speciali
| Nº  | Giapponese 「Kanji」 - Rōmaji - Traduzione letterale                                            | In onda          | In onda  |
| Nº  | Giapponese 「Kanji」 - Rōmaji - Traduzione letterale                                            | Giapponese       | Italiano |
| S45 | 「あげられタコ」 - Age rare tako – "Il polpo dell'allenza"                                      | 6 gennaio 1989   | inedito  |
| S46 | 「のび太と風船イカダ」 - Nobita to fūsen ikada – "Nobita e la zattera in mongolfiera!"          | 7 aprile 1989    | inedito  |
| S47 | 「雪山のプレゼント」 - Yukiyama no purezento – "Un regalo di montagna"                          | 5 maggio 1989    | inedito  |
| S48 | 「へやに自然を」 - Heya ni shizen o – "La natura in camera"                                     | 5 maggio 1989    | inedito  |
| S49 | 「アパートごっこ」 - Apāto-gokko – "Un gioco in appartamento"                                   | 5 maggio 1989    | inedito  |
| S50 | 「無人島はボクの島」 - Mujintō wa boku no shima – "Nobita e l'isola disabitata"                 | 5 maggio 1989    | inedito  |
| S51 | 「変身リングとカード」 - Henshin ringu to kādo – "L'anello di trasformazione"                   | 11 agosto 1989   | inedito  |
| S52 | 「家庭科エプロン」 - Kateikaepuron – "Il grembiule di economia domestica"                       | 6 ottobre 1989   | inedito  |
| S53 | 「お好み建国用品」 - O konomi kenkoku yōhin – "Le forniture da costruzione nazionali preferite" | 29 dicembre 1989 | inedito  |